# Aborto no Azerbaijão
O aborto no Azerbaijão foi legalizado em 23 de novembro de 1955, enquanto o Azerbaijão fazia parte da União Soviética como a República Socialista Soviética do Azerbaijão. A legislação atual que trata do aborto nunca foi alterada, permanecendo em vigor após o colapso da União Soviética e a independência do Azerbaijão em 1991. A legislação é uma das leis de aborto mais liberais do mundo, permitindo o aborto sob demanda até o 28ª semana de gravidez por vários motivos.
A lei permite o aborto a pedido por motivo de dano ou morte ao feto e/ou mãe e estupro e incesto, além da morte do marido durante a gravidez, sentença para a mãe ou pai, ordem judicial que tire a mãe dos direitos parentais, se o agregado familiar já tinha mais de cinco filhos, se a relação entre a mãe e o pai termina em divórcio, ou se existe uma história familiar que inclui doença mental ou deficiência motora.
Tradicionalmente, o aborto tem sido usado como método contraceptivo no Azerbaijão. Em 2014, 13,8% das gestações no Azerbaijão terminaram em aborto, um aumento em relação ao percentual mais baixo em 2005 (12,1%).